# Bolboceras paralucidulum
Bolboceras paralucidulum är en skalbaggsart som beskrevs av Ide och Martinez 1993. Bolboceras paralucidulum ingår i släktet Bolboceras och familjen Bolboceratidae. Inga underarter finns listade.